# Okolo
Pour l’article homonyme, voir Okolo (homonymie).
Okolo est un village du Gabon situé entre Esende et Mpaga, près du Lac Alombié sur la rive droite de l'Ogooué.